# Caldwell megye (Texas)
Caldwell megye az Amerikai Egyesült Államokban, azon belül Texas államban található. Megyeszékhelye Lockhart, legnagyobb városa Lockhart. Lakosainak száma 45 883 fő (2020. április 1.). Caldwell megye Bastrop, Travis, Fayette, Gonzales, Hays és Guadalupe megyékkel határos.

## Népesség
A megye népességének változása:
| Lakosok száma | 38 117 | 38 444 | 38 701 | 39 232 | 40 522 | 45 883 |
|               | 2010   | 2011   | 2012   | 2013   | 2015   | 2020   |